# Kaiserstraße 69 (Mönchengladbach)

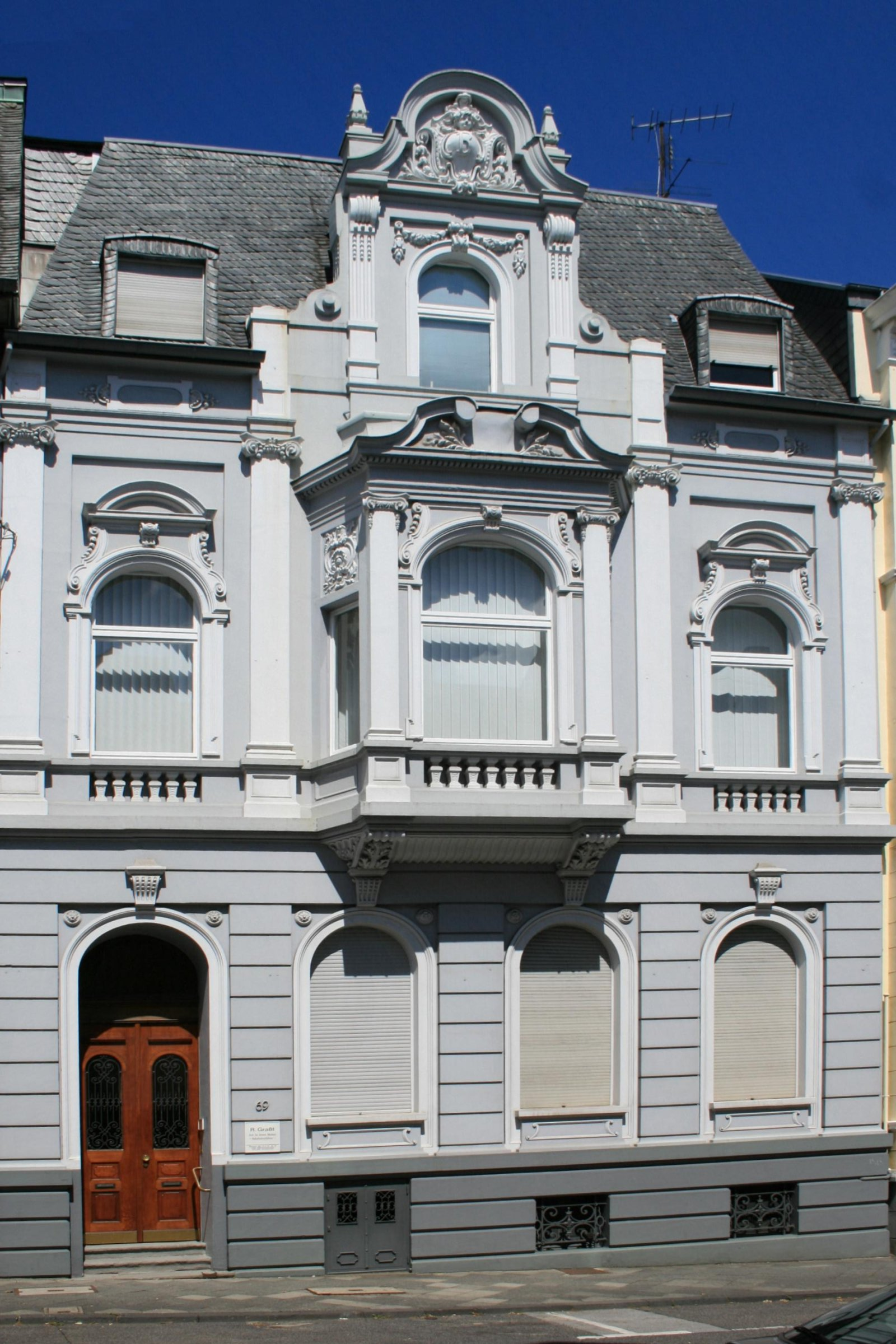
Wohnhaus (2010)

Das Wohngeschäftshaus Kaiserstraße 69 steht in Mönchengladbach (Nordrhein-Westfalen).
Das Gebäude wurde 1896 erbaut. Es wurde unter Nr. K 052   am 27. Februar 1991 in die Denkmalliste der Stadt Mönchengladbach eingetragen.

## Architektur
Das gegen 1896 errichtete Gebäude befindet sich als Teil eines historischen Ensembles im unteren, zwischen Albertus- und Bismarckstraße gelegenen Teilbereich der Kaiserstraße. Zusammen mit der Regentenstraße war die Kaiserstraße eine Verbindungsstraße zwischen den alten Ortskernen Mönchengladbachs und Eickens.
Es handelt sich um ein  traufständiges, dreigeschossiges, unregelmäßig-mehrachsiges Wohnhaus mit Walmdach und einem in der Fläche der Fassade liegenden Zwerchgiebel.